# Llyfr Taliesin
Llyfr Taliesin ("Taliesins bog") er en digtsamling og et af de mest berømte mellemwalisiske manuskripter. Bogen stammer fra første halvdel af det 14. århundrede, men mange af de 56 digte, som er bevaret i bogen, menes at stamme fra det 10. århundrede. Manuskriptet, der er kendt som Peniarth MS 2, opbevares på Nationalbiblioteket i Wales. Det mangler flere af sine originale sider, bl.a. den første side. Edward Lhuyd navngav i det 17. århundrede bogen Llyfr Taliesin eller "Book of Taliesin" efter den berømte walisiske digter fra det 6. århundrede Taliesin. Samlingen indeholder nogle af de ældste walisiske digte, selv om bl.a. Taliesin ville have benyttet den cumbriske dialekt fra nordligere egne. 
Forskere har i alt fundet 12 digte i samlingen, der kan henføres til det 6. århundrede og Taliesin.